# Nimlot (grand chef des Mâ)
Pour les articles homonymes, voir Nimlot.
Nimlot est grand chef des Mâ à la fin de la XXIe dynastie, le frère du roi Osorkon l'ancien (XXIe dynastie) et le père du roi Sheshonq Ier (fondateur de la XXIIe dynastie).

## Généalogie
Nimlot est le descendant d'une lignée de chefs de Mâ. Ses parents sont le grand chef de Mâ Sheshonq l'Ancien et Méhytemousekhet. Son épouse est Tentsepeh et est fille de chef de Mâ. Son frère Osorkon l'ancien devient pharaon à la fin de la XXIe dynastie. Deux enfants sont connus : le roi Sheshonq Ier, fondateur de la XXIIe dynastie, et une fille nommée Méhytemousekhet qui épouse le grand prêtre de Ptah Chedsounéfertoum,.

## Biographie
Il est le descendant de libyens venus en Égypte à la fin du Nouvel Empire. En tant que grand chef de Mâ, il est l'un des personnages les plus importants du royaume à la fin de la XXIe dynastie, au moins à partir du règne de son frère Osorkon l'ancien, voire probablement bien avant, ce qui expliquerait d'ailleurs la prise de pouvoir probablement légitime de ce dernier. À sa mort, son fils devient grand chef de Mâ à son tour et obtient du pharaon Psousennès II l'autorisation de construire à Abydos une grande inscription dédicatoire en l'honneur de son père.